# Xenaleyrodes irianicus
Xenaleyrodes irianicus es un hemíptero de la familia Aleyrodidae, subfamilia Aleyrodinae.
Fue descrita científicamente por primera vez por Martin en 1985.